# Nicolaus Zech
Nicolaus Zech (* 1559 in Coburg; † 2. Februar 1607 ebenda) war „Fürstlich Sächsischer Landrentmeister“ und Kammerrat am Hofe des Herzogs Johann Casimir von Sachsen-Coburg.

## Leben

### Aufstieg zum Kammerrat und Dorfherrn
Zech wurde 1559 im Steinweg in Coburg geboren; sein Vater stammte aus Unterwohlsbach. Er trat 1578 als Küchenschreiber in den Dienst am herzoglichen Hofe Johann Casimirs. Ab 1588 bekleidete er das Amt des herzoglichen Hausvogts. Damit oblag ihm die Verwaltung des gesamten Hof- und Haushaltungswesens, wozu die Aufsicht über Hofgesinde, Bäcker, Wächter, Lohndiener und Torwächter, aber auch die Bestandsverwaltung der Speise- und Vorratskammern, der Keller und der Silberkammer gehörten. Zech bewies großartiges wirtschaftliches Talent.
Im Jahr 1588 ließ sich Zech mit mehreren Höfen in Scheuerfeld aus dem Grundbesitz des Klosters Langheim durch Abt Conrad II. Holzmann von Langheim belehnen. Zech verwaltete seinen erworbenen Besitz wirtschaftlich. Er verbesserte die Ertragsfähigkeit der landwirtschaftlichen Güter und machte sie zu Mustergütern von hohem Ertrag, was ihm und seinen Bauern zum Vorteil gereichte. Er selbst äußerte sich wie folgt dazu: „Durch meinen und meiner Bauern Fleiß haben wir es in Scheuerfeld dahingebracht, daß die Felder jetzt 300 Schock Getreide tragen, die vordem nur 50 Schock trugen.“
1594 wurde er von Herzog Johann Casimir zum „Fürstlich Sächsischen Landrentmeister“ ernannt, um die maroden Finanzen des Herzogs in Ordnung zu bringen.
1597 erwarb er die Lehnsrechte über Scheuerfeld und Oberhergramsdorf vom Kloster Langheim, vertreten durch den Abt Johann VI. Bückling. Damit stieg Zech zum Lehnsherr in Scheuerfeld auf, an den die Bauern ihre Erbzinsen und Abgaben zu entrichten hatten.
In Anerkennung seiner Verdienste bei der erfolgreichen Sanierung der maroden Staatsfinanzen des Herzogs als Rentmeister wurde Zech 1598 von Johann Casimir zum Kammerrat ernannt. Zudem verlieh ihm der Herzog durch einen Begnadigungs- und Befreiungsbrief weitgehende Rechte über Scheuerfeld und Eichhof, darunter die vogteiliche Obrigkeit, die Erbgerichtsbarkeit, das Schank-, Brau- und Mahlrecht sowie das Patronatsrecht, aber auch die Militärfreiheit und die Befreiung von Einquartierungs- und sonstigen Lasten.
In Scheuerfeld war Zech nun zu einem Dorfherr aufgestiegen; seine Rechte gingen sogar über das übliche Maß eines adligen Rittergutbesitzers hinaus. Zech nutzte seine erlangten Möglichkeiten, um eine rege Bauphase in Scheuerfeld zu initiieren. Er baute ein Brauhaus, eine Ziegelhütte, eine Mühle im Grund sowie ein Wohnhaus für sich selbst. Nach der Fertigstellung zog er von Coburg, wo er vorher bereits ein Wohnhaus am Marktplatz besaß, in sein neues Haus in Scheuerfeld. Sein Patronatsrecht nutzte er, um die Pfarrei Scheuerfeld 1601 mit einem Pfarrer zu besetzen, eine Schule einzurichten und einen Lehrer zu bestellen.

### Intrigen, Inhaftierung und Tod
Als Kammerrat war Zech im Gremium der drei höchsten Beamten von Johann Casimirs Hof- und Staatsverwaltung der einzige Vertreter bürgerlicher Herkunft, während die beiden anderen Mitglieder Adelige waren. 1601 schied Zech aus diesem Gremium wieder aus, da es zu unüberbrückbarer Gegnerschaft mit den beiden adligen Mitgliedern kam. Johann Casimirs Bruder Johann Ernst gab vor, bei der Landsteilung 1596 durch Zechs Betreiben zu kurz gekommen zu sein; der gesamte Hofadel verschwor sich schließlich gegen Zech. Die Höflinge brachten Zech beim Herzog in Misskredit. Am 14. April 1603 ließ ihn Herzog Johann Casimir verhaften und auf die Veste Coburg bringen. Die Festnahme wurde mit Schmähungen gegen den Herzog in einem acht Jahre alten Brief Zechs an den Forstmeister Seelmann in Mönchröden begründet. Zweiter Vorwurf in der erhobenen Anklage gegen Zech war der Verstoß gegen eine herzogliche Anordnung. Obwohl Zech im Urteil vom 14. Juli 1603 im Wesentlichen freigesprochen wurde (lediglich eine „angemessene Geldstrafe“ hielt der Richter Petrus Wesenbeck für angemessen), blieb Zech weiter inhaftiert. Nachdem der Richter am 26. August 1603 verstarb, unterschlug der Herzog das Urteil.
Zwischenzeitlich hatte der Herzog seine eigene Ehefrau, von der er sich hatte scheiden lassen, ebenfalls auf der Veste inhaftieren lassen. Da der Wachtmeister auf der Veste, Nikolaus Stupffer (auch Zollner genannt, da sein Vater diesen Beruf hatte), sehr lockere Haftbedingungen für die beiden ermöglichte, ließ ihn Herzog Johann Casimir am 8. September 1603 hinrichten und seinen Kopf aufspießen. Die Vorgänge ermöglichten es dem Herzog, ein nochmaliges Gerichtsverfahren außerhalb der sächsischen Gerichtsbarkeit anzustrengen und bei der juristischen Fakultät in Marburg eine Verurteilung von Zech zu erreichen. Nach dem Urteil vom 17. September 1603 sollte Zech an den Pranger gestellt, seine Schwurfinger abgehackt und er selbst ausgepeitscht werden; danach sollte er des Landes verwiesen werden. Da jedoch befürchtet wurde, er könne außer Landes Geheimnisse ausplaudern, wurde er als Staatsgefangener weiter in der Veste inhaftiert, nun unter unmenschlichen Haftbedingungen. Damit brach Johann Casimir bedenkenlos sein im Begnadigungs- und Befreiungsbrief von 1598 an Zech gegebenes Versprechen, „ihn mit keiner Gewalt beschwerden zu lassen“. Zechs Ehefrau Barbara hielt den Aufregungen um die Inhaftierung ihres Mannes nicht stand; sie starb 1603. Nicolaus Zech selbst starb in der Nacht zum 2. Februar 1607 in der Haft auf der Coburger Veste; er hinterließ zwei Kinder im Alter von 14 und 13 Jahren. Als Krönung der Grausamkeit ließ der Herzog den Sarg sofort vernageln, damit niemand (auch nicht Zechs Kinder) den Toten mehr sehen dürfe.